# Ukr.net
Ukr.net е украински интернет портал, 7-и по посещаемост уебсайт в Украйна (към януари 2011 г.).

## История
Порталът е основан през 1998 година. На 17 октомври 2007 година е пусната версия на украински език. От 14 юли 2009 година пощенския сервиз FreeMail също така става достъпен с мобилен телефон.